# Poems, Chiefly Lyrical (Tennyson)
Poems, Chiefly Lyrical – tomik wierszy angielskiego poety Alfreda Tennysona, opublikowany w 1830. Był on właściwym, samodzielnym debiutem autora. Zawiera między innymi utwory The Owl i The Kraken. Wśród zaprezentowanych utworów są wiersze należące do najpopularniejszych liryków poety Claribel: A Melody, Mariana i A Spirit Haunts the Year’s Last Hours.